# 藍菜
藍菜（あいな、1990年10月21日 - ）は、日本の女優。Power Land 所属。東京都出身。旧名義は相田 瑠菜（あいだ るな）。

## 略歴
- 映画「TWILIGHT FILE Ⅵ」『Quarter』（2009年）[2]主題歌「〜ゆめいろ〜」で歌手デビュー[3]。
- 映画「冬の怪談〜ぼくとワタシとおばあちゃんの物語〜」（2009年）に出演し、矢島舞美（℃-ute）らと共演[4]。
- 2010年8月「世界で一番、やさしいチカラ」で初舞台。ダンスの振り付けも行う。
- 「アリスインアリス[5]」（一期）にサポートメンバー（稲森美優の代役）として加入（2012年12月）。一期の卒業後、二期のサポートメンバーとして継続参加（2013年6月）。その後、二期正式メンバーとなる（2014年7月）。2016年9月、アリスインアリスを卒業。
- 2016年5月、芸名を「藍菜」に改名し、ブログをダイヤモンドブログに移転。当面アリスインアリスの活動で引き続き使用。
- 2020年4月からYoutube「うたスタ」に、うたスタおねえさんとして出演。
- アイドルグループ「ラストノート」をプロデュース（2021年4月 - ）[6]。

## 人物
- 趣味：音楽鑑賞・美人鑑賞・動画更新
- 特技：ダンス・振り付け
- 愛称：あいな

## 出演

### 舞台
2010年
- 劇団白納豆「世界で一番、やさしいチカラ」（2010年8月28日 - 29日、新宿シアターモリエール） - アメノウズメ 役
- TEAM the ROCKETS「タラレバ！」（2010年10月15日 - 17日、蔵前・アドリブ小劇場） - 恵 役

2011年
- GIRLS TRAINトライアングル・シアター VOL.1 #3「mother snow」（2011年11月4日 - 5日、阿佐ヶ谷ひつじ座） - 里歌子 役
- 劇団白納豆「浦島綺憚」（2011年12月9日 - 11日、新宿シアターモリエール） - 亀甲 役

2012年
- アリスインプロジェクト「パラダイスロスト」（2012年2月1日 - 6日、池袋・シアターKASSAI） - 鳴沢メイア 役
- アリスインプロジェクト「ワールズエンド ガールズスタート」（2012年5月2日 - 6日、池袋・シアターKASSAI） - 結城真里菜 役
- 劇団ジャイアント・キリング「夫婦Gipsプログラム］（2012年10月11日 - 14日、中野ザ・ポケット） - あいぜん 役
- アリスインプロジェクト「ラストホリデー～終わらない歌～」（2012年11月21日 - 25日、東長崎・てあとるらぽう） - 一之瀬波子 役

2013年
- ハマコクラブ×キヨコクラブ「たいこ茶屋殺人事件簿」（2013年1月27日 - 29日、浅草橋・たいこ茶屋） - 中江マリコ 役
- アリスインプロジェクト
  - 「トラブルブックマーカー」（2013年6月19日 - 23日、池袋・シアターKASSAI） - 魔王マオ 役
  - 「デジタルホムンクルス」（2013年12月18日 - 23日、池袋・シアターKASSAI） - エイス 役

2014年
- Bobjack theater「幸福レコード」（2014年2月6日 - 17日、池袋・シアターKASSAI） - 中野暦 役
- タンバリンステージ「刻め、我ガ肌ニ君ノ息吹ヲ」（2014年7月16日 - 21日、俳優座劇場） - 円 役
- アリスインプロジェクト
  - 「ヨルハ」（2014年10月1日 - 5日、池袋・シアターKASSAI） - 司令官 役
  - 「戦国降臨ガール・ReBirth」（2014年10月29日 - 11月3日、六行会ホール） - 織田信長 役
  - 「セブンフレンズ セブンミニッツ」（2014年12月17日、六行会ホール） - 日替わりゲスト 竹内珠子 役

2015年
- タンバリンステージ「マジカル・リバース・ワールド」（2015年3月4日 - 8日、新宿村LIVE） - キサミー 役
- アリスインプロジェクト「ヨルハ Ver. 1.1 」（2015年5月26日 - 30日、新宿村LIVE） - アルファ部隊 ローズ 役
- アリスインプロジェクト「魔銃ドナー」（2015年6月24日 - 7月5日、池袋・シアターKASSAI） - 雪村りお 役
- タンバリンステージ「刻め、我ガ肌ニ君ノ息吹ヲ」（再演）（2015年8月5日 - 9日、シアター1010） - 円 役
- アリスインプロジェクト「新・戦国降臨ガール」（2015年10月21日 - 25日、新宿・スペース・ゼロ） - 前田慶次 役
- 舞台版「レーカン!」（2015年11月11日 - 15日、日本芸術専門学校 大森校劇場） - 江角京子 役
- 「人猫『このニャかに人猫（じんびょう）がいるニャ』～舞台『のぶニャがの野望』トライアル公演～」（2015年12月16日 - 23日、俳優座劇場） - 濃姫ニャン 役

2016年
- シザーブリッツ「軽くフィクション」（2016年1月20日 - 24日、中野・ザ・ポケット） - チームA 江崎理沙 役
- まつだ壱岱+劇団M.M.C「ミュージカル ホス探へようこそ The Last Valentine」（2016年2月10日 - 14日、新宿・シアターサンモール） - アネモネ 役
- 「サイコメ;ステージ」（2016年3月2日 - 6日、新宿村LIVE） - 理事長 役
- ベニバラ兎団「平安シャングリラ!～いいな極楽、鳴くな鶯、宮中烈伝～」（2016年3月23日 - 27日、銀座博品館劇場） - 八重小町 役
- LIVEDOG「鬼斬- the Powerful Performance -」（2016年11月23日 - 27日、新宿・シアターサンモール） - 茨木童子 役

2017年
- アリスインプロジェクト「イマジカル・マテリアル」（2017年3月15日 - 20日、新宿村LIVE） - ルル（譜久原ミギワ） 役
- わんぱく彩「リトルマン・メイト〜愛はソーラン、ニシンから守れ〜」（2017年5月17日 - 21日、新宿村LIVE） - あいなー 役
- OLヴィーナスはちみつシアター「死がらみドメスティック」（2017年6月21日 - 23日、吉祥寺・スターパインズカフェ） - エルメ 役
- 劇団M.M.C「ホス探へようこそ ザ・サード」（2017年7月5日 - 9日、新宿村LIVE） - 亜城美穂 役
- シザーブリッツ「バック・島・ザ・フューチャー」（2017年8月24日 - 9月3日、上野ストアハウス） - 川岡美咲 役
- Uzume「私、雨がみえるまで」（2017年9月28日 - 10月2日、花まる学習会王子小劇場） - ヒロイン 中曽根ミク 役
- ハマコクラブキヨコクラブ「芸能事務所は開店休業」（2017年11月23日 - 26日、コフレリオ新宿シアター）
- ASSH「雷ケ丘に雪が降る」（2017年12月20日 - 24日、俳優座劇場） - 雨夜 役

2018年
- Am-bitioN「Hi☆Jack!!」（2018年1月30日 - 2月4日、築地本願寺ブディストホール） - 三田村亜矢 役
- はちみつシアター「ロミミ_The W edition_」（2018年3月7日 - 11日、中野・ザ・ポケット） - ステージロイヤル
- 東出有貴プロデュース「FAINAL JUDGEMENT」（2018年4月18日 - 22日、座･高円寺2） - 中條琴葉 役
- LIVEDOG「ファントム･チューニング外伝〜調霊探偵・四十万六九六の伝承譚〜」（2018年5月9日 - 13日、新宿村LIVE） - 雪女 役
- オッドエンタテインメント「鬼切丸伝-源平鬼絵巻-」再演（2018年6月20日 - 24日、新宿・スペースゼロ） - 茨木童子 役
- 東出有貴プロデュース「君の中に眠るVampire」（2018年8月29日 - 31日、座・高円寺2） - ポップ 役
- 劇団NLT「やっとことっちゃうんとこな」（2018年10月13日 - 21日、六本木・俳優座劇場） - 有栖カナ（鈴村智恵子） 役
- 縁劇ユニット流星レトリック「W-Gladiolus」『君の夢とボクの願い』（2018年11月9日 - 12日、高円寺・明石スタジオ） - ヒロイン 秋月紫音 役
- ハマコクラブキヨコクラブ「俳優教室は、虹の彼方」（2018年11月29日 - 12月2日、高田馬場ラビネスト） - 藍菜 役

2019年
- Am-bitioN「ネーチャンズ☆8」（2019年2月19日 - 24日、築地ブディストホール） - 嵐山あかり 役
- 劇団皇帝ケチャップ「私の娘でいて欲しい」バラチーム（2019年4月27日 - 29日、浅草九劇） - 浮島真奈美 役
- カラスカ「高度ブルー」（2019年6月12日 - 17日、ウッディシアター中目黒） - 水野夏未 役
- Uzume「彼異なるイサン」（2019年7月10日 - 14日、中野・テアトルBONBON） - ヒロイン 滋野森菜々美 役
- 東出有貴プロデュース「奏心〜最強と謳われた剣士〜」（2019年8月3日 - 5日、中目黒キンケロ・シアター） - 武蔵牧子 役
- マルガリータ企画『マルガリータピザ1stCUT』「第1次PIZZAショック!!」（2019年9月19日 - 23日、池袋・シアターKASSAI） - 木嶋りか 役
- 東出有貴プロデュース「THE GOEMON〜episode 0〜」大阪公演（2019年11月15日 - 17日、HEP HALL）

2020年
- Am-bitioN「ダレンジャーズ2〜エンド・オブ・ウォー〜」（2020年1月23日 - 28日、六行会ホール） - ペイン 役
- VACAR ENTERTAINMENT「チェンジオブワールド」Aチーム（2020年3月6日 - 15日、シアターグリーン BOX in BOX THEATER） - 堀めぐみ 役
- フリスティエンターテインメント『オペレーションS.H.O.R.T』「サバイラブゲーム」「消えた記憶とアンブレラ」（2020年9月18日 - 27日、新三河島・キーノートシアター）

2021年
- GHETTOプロデュース「Night Carnival」（2021年4月7日 - 11日、新宿・シアターブラッツ） - かれん 役
- Nine Stage「man-hole」（2021年5月12日 - 16日、東長崎・小劇場てあとるらぽう） - 浅野陽子 役
- 劇団東少「ミュージカル『眠れる森の美女』」 - 妃 役
  - 板橋公演（2021年7月22日、大山・板橋区立文化会館）
  - 練馬公演（2021年7月23日、練馬文化センター）
  - 志木公演（2021年8月1日、志木市民会館パルシティ）

2022年
- Uzume「ボーダレス」（2022年1月26日 - 30日、高島平・バルスタジオ） - 阿久津ひな 役

2023年
- カラスカ「気まぐれなクロノス」（2023年4月19日 - 23日、築地・ブディストホール） - ウルファ 役
- メイホリックシアター15 舞台「マジでトキメけ☆少女たち!!〜ホシのミライ〜」（2023年11月8日 - 12日、CBGKシブゲキ!!）- 猛永和 役

2024年
- Studio K'z×アリスインプロジェクト「魔銃ドナー Testament」（2024年3月27日 - 31日、築地・ブディストホール） - マスタング・エリー 役
- 劇団えのぐ わたあめ工場 合同企画 えのぐ工場「それは不透明に繋がって〜現実は空想よりも奇なり」「それは不透明に繋がって〜Shangri-la Notes」（2024年5月30日 - 6月2日、池袋・シアターグリーン BOX in BOX THEATER）
- Studio K'z×カラスカ「ネーチャンズ☆2024」（2024年6月21日、池袋・シアターKASSAI） - 日替わりゲスト 槇原千明 役
- Studio K'z「召喚アウトロー」（2024年12月4日 - 8日、大塚・萬劇場） - 加山あけび 役

2025年
- UMIPROduce「くるわ、くるら」（2025年2月12日 - 16日、新宿・シアターモリエール） - 八重 役

### 映画
- 「冬の怪談〜ぼくとワタシとおばあちゃんの物語〜」[54]（2009年、監督：上野コオイチ） - 七海 役
- 「表と裏」[55]（2015年、監督：藤原健一） - 秘書・近藤 役

### テレビ
- ナイトヒーロー NAOTO 第8話（2016年6月、テレビ東京）
- TBS「ニンゲン観察バラエティ モニタリング」（2017年1月） - 「スケート場でセクシー美女に誘惑されたら、滑る?滑らない?」セクシー美女 役
- デッドストック〜未知への挑戦〜 第6話（2017年8月26日、テレビ東京）
- NHK Eテレ「天才てれびくんYOU」（2017年11月）
- TBS「有吉ジャポン」（2018年2月17日）

### 音楽
- 映画『Quarter（クオーター）[2]』主題歌「～ゆめいろ～」（2009年）
- 「青空Campus/tricky+girl」（インディーズ）
- 「ずっと側にいて/Cmelody」（オリジナル）

### ラジオ
- レインボータウンエフエム放送「ヒアタルシアタル」（毎週月曜20時） レギュラー（2013年6月 - 2016年4月）

### ネット配信
- うたスタ-Japan nursery rhythms & kids songs-[56]（2020年4月 - ） - うたスタお姉さん[57]
- おどりっぴぃチャンネル - うたスタ公式[58]（2020年9月 - ） - うたスタお姉さん[59]

## ユニット活動
- アクトアイドル「アリスインアリス（一期、二期）」（2012年12月 - 2016年9月） - アリスインアリスの項を参照のこと